# Red Rock West
Red Rock West is een Amerikaanse film uit 1993 van regisseur John Dahl. De hoofdrol is voor acteur Nicolas Cage, die destijds nog maar aan het begin van zijn carrière stond. De film werd zeer goed ontvangen bij het Filmfestival van Toronto, maar de producenten waren van mening dat de film niet goed genoeg was voor de bioscoop en de film werd vandaar meteen uitgebracht op videocassette. Toen de eigenaar van een bioscoop in San Francisco de film zag was hij meteen groot fan, en hij zorgde ervoor dat de film alsnog in de bioscopen werd gedraaid. Financieel was de film geen succes, in de Verenigde Staten bracht de film iets meer dan twee miljoen dollar op, een tegenvaller vergeleken met het budget van zes miljoen dollar. De film werd genomineerd voor een Saturn Award voor beste actie-, avonturen- of thrillerfilm.
De opnamen werden gemaakt in de staten Montana en Arizona.

## Verhaal
Acteur Nicolas Cage speelt in de film de rol van Michael Williams. Wayne Brown, de herbergier van Red Rock West ziet Michael aan voor de huurmoordenaar die zijn vrouw moet vermoorden. Michael pakt het geld voor de klus aan en waarschuwt de vrouw. Dan worden Williams en de vrouw verliefd, en komt ook de echte huurmoordenaar ten tonele.

## Rolverdeling
| Acteur           | Personage                      |
| ---------------- | ------------------------------ |
| Nicolas Cage     | Michael Williams               |
| J. T. Walsh      | Wayne Brown/Kevin McCord       |
| Lara Flynn Boyle | Suzanne Brown/Ann McCord       |
| Dennis Hopper    | Lyle from Texas/huurmoordenaar |
| Dwight Yoakam    | Vrachtwagenchauffeur           |
| Timothy Carhart  | Matt Greytack                  |